# Sòlomon Kvirkvèlia
Sòlomon «Saba» Kvirkvèlia (Georgià: სოლომონ "საბა" კვირკველია Samtrèdia, 6 de febrer de 1992) és un futbolista professional georgià que juga de central al Dinamo Tblisi, de l'Erovnuli Liga, i a la selecció de Geòrgia.
Durant la major part de la seva carrera va jugar a la lliga russa, tot i que també ha jugar a Ucraïna, Azerbaidjan, Aràbia i en dues etapes a Geòrgia. Ha estat nomenat dues vegades com a Futbolista de l'Any a Geòrgia.

## Carrera a Clubs

### Rússia
Kvirkvèlia va arribar a les categories inferiors del Zent de Sant Petersburg després d'haver-se format a la Tengiz Sulakvelidze Academy de Tbilissi. Sense arribar a debutar al primer equip va fitxar pel Rubin Kazan el 2011 on, després de jugar un temps al filial, va debutar a la Premier League russa el 22 de juliol de 2011 en un partit contra el FC Terek Grozny.
El febrer de 2017, el FC Rubin Kazan i el Lokomotiv Moscou van acordar un contracte de cessió de Kvirkvèlia fins al final de la temporada. Kvirkvèlia es va convertir en un habitual de l'equip, jugant 12 partits fins al final de la temporada. El Lokomotiv va guanyar la Copa de Rússia durant aquella temporada, el primer títol per al georgià amb el seu nou club. El 30 de juny de 2017 va ser traspassat al Lokomotiv definitivament, signant un contracte de quatre temporades. La temporada 2020-21 se la va passar cedit al Rotor de Volvograd.

### Ucraïna
Després de finalitzar la cessió al Rotor i acabar contracte amb el Lokomotiv, l'octubre de 2021, Kvirkvèlia va fitxar pel Metalist 1925 de la Premier League d'Ucraïna, però aquesta etapa va acabar bruscament a causa de la invasió russa d'Ucraïna.

### Retorn a Geòrgia
El 8 d'abril de 2022, Kvirkvèlia va tornar a Geòrgia i va signar amb FC Gagra, el primer club georgià de la seva carrera professional.

### Azerbaidjan
El 4 de juliol de 2022, el Neftçi va anunciar el fitxatge de Kvirkvèlia amb un contracte de dos anys, tot i que el 16 de juliol de 2023, Kvirkvèlia va abandonar el Neftçi després de rescindir el contracte de mutu acord amb el club.

### Al-Okhdood
Després de quedar lliure, el 15 de juliol de 2023, Kvirkvèlia es va unir a l'Al-Okhdood de la Saudi Pro League.

### Segon Retorn a Geòrgia
Després d'acabar contracte amb l'Al-Okhdood, el 2 de setembre de 2024, el Dinamo Tbilisi va anunciar el fitxatge de Kvirkvèlia amb contracte fins a finals d'any.

## Carrera Internacional
A nivell internacional, va debutar amb Geòrgia en un partit amistós contra Liechtenstein el 5 de març de 2014.
La temporada 2011-13, Kvirkvèlia va ser convocat habitualment a l'equip sub-21. Després d'haver participat en 14 partits oficials, es troba entre els deu jugadors amb més partits de la sub-21 georgiana.
A l'estiu de 2024, Kvirkvèlia va participar amb l'equip de Geòrgia a la Eurocopa 2024 d'Alemanya.

## Palmarès

#### Rubin Kazan
- 1 Copa de Rússia: 2011-12

#### Lokomotiv Moscou
- 2 Copes de Rússia: 2016–17, 2018-19
- 1 Lliga de Rússia: 2017-18
- 1 Supercopa de Rússia: 2019

#### Individual
- Dos cops nomenat Futbolista Georgià de l'any: 2014 i 2017
- Ordre d'Honor de Geòrgia: 2024[11]